# Strobilacanthus lepidospermus
Strobilacanthus lepidospermus är en akantusväxtart som beskrevs av August Heinrich Rudolf Grisebach. Strobilacanthus lepidospermus ingår i släktet Strobilacanthus och familjen akantusväxter. Inga underarter finns listade i Catalogue of Life.